# Кварцит
Кварци́т — метаморфическая горная порода, состоящая в основном из кварца. Крепкая и прочная горная порода белого, серого или красноватого цветов, очень трудная для обработки.

## Свойства
Физические характеристики:
- прочность на сжатие 100—450 МПа,
- объёмная масса, средняя: 2,6 г/см³, (объём пор включён)
- плотность, средняя: 2,68 г/см³ (объём пор исключён)

Долговечность: начало разрушения 150—300 лет.
Радиоактивность: По результатам гаммаспектрических исследований удельная эффективная активность естественных радионуклидов в пробах кварцита составляет 88—194 Бк/кг, что не превышает нормативное значение для 1 класса строительных материалов.
Кварцит отличается очень высокой твёрдостью и относится к труднообрабатываемым материалам, однако поддаётся полировке очень высокого качества.

## Происхождение

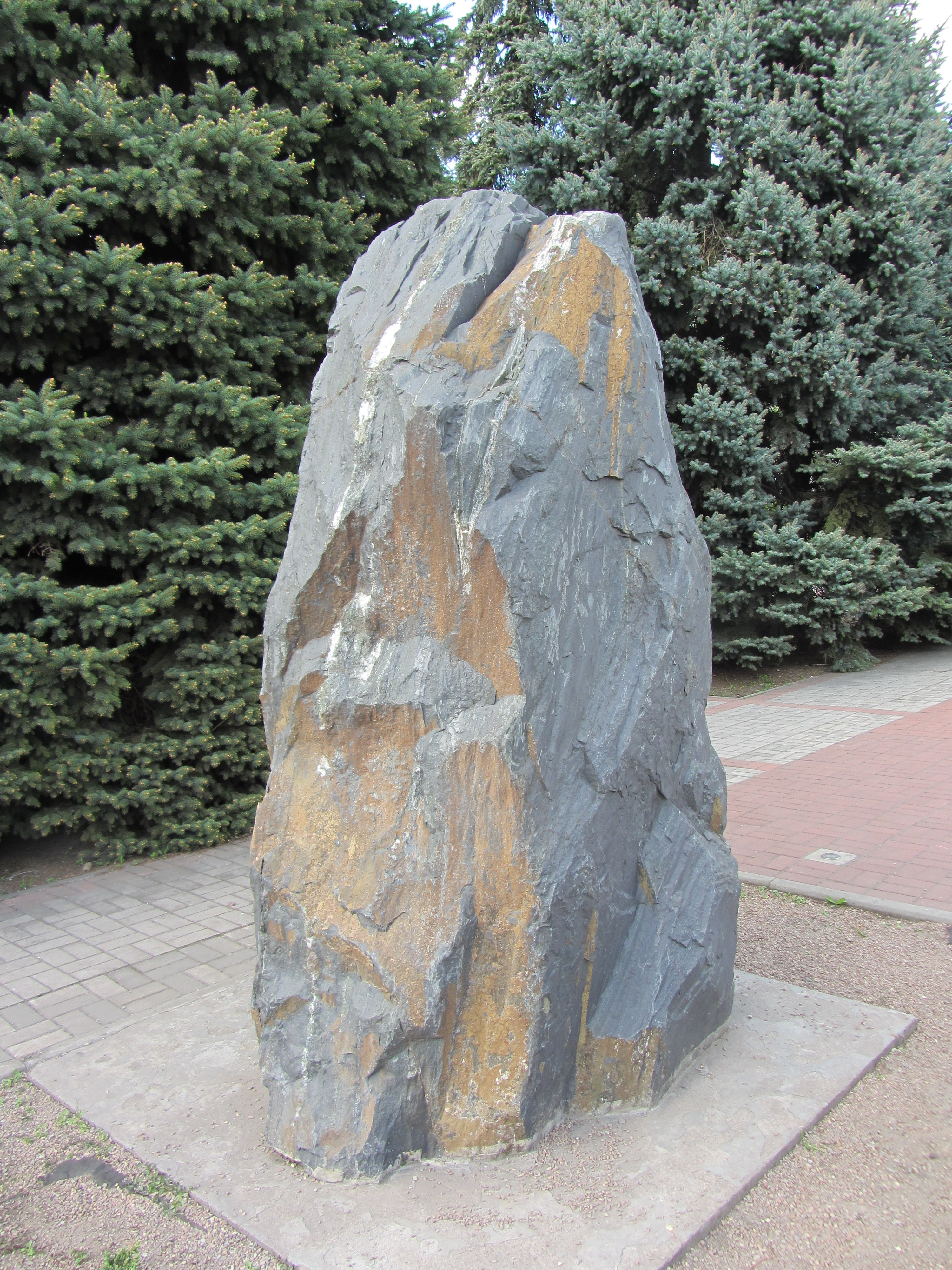
Кварцит магнетитовый тонкослоистый мелкозернистый джеспеллитовый (Анновский карьер, Кривбасс) в музее горной техники СевГОКа

Генезис — метаморфизм кремнистых осадков и некоторых магматических горных пород (кварцевых порфиров). Чаще всего образование кварцитов связано с перекристаллизацией песчаников в процессе регионального метаморфизма. Прочность на сжатие в среднем 140—200 МПа, объёмная масса в среднем 2,6 г/см3, плотность в среднем 2,68 г/см3, огнеупорность до +1770 °C. Состав: кварц 70—98 %, слюда, полевой шпат, тальк и другие минералы. Текстура: массивная, сланцеватая, пятнистая. Структура: зернистая (обычно гранобластовая), афанитовая.

## Разновидности
- Железистый кварцит (джеспилит). Применяют для изготовления динаса и как флюс (в металлургии); кислотоупорный материал, строительный (в том числе декоративный) камень. Применяется в виде щебня в строительстве, для покрытия полов, добавок к бетону.
- Малиновый кварцит (добывается на западном берегу Онежского озера в Прионежском районе Карелии). По месту добычи получил название Шокшинский кварцит[2].
- Романовский кварцит (добывается на территории Донецкого кряжа Луганской области). Впервые кварцит «Романовский» начал добываться ещё в XVIII веке угольным промышленником Казимиром Людвиговичем Мциховским. Одноимённая усадьба Мциховского (посёлок Селезнёвка Луганской области), один из немногих сохранившихся до наших дней памятников архитектуры, выполнена из кварцита «Романовского» в романо-византийском стиле.

## Использование

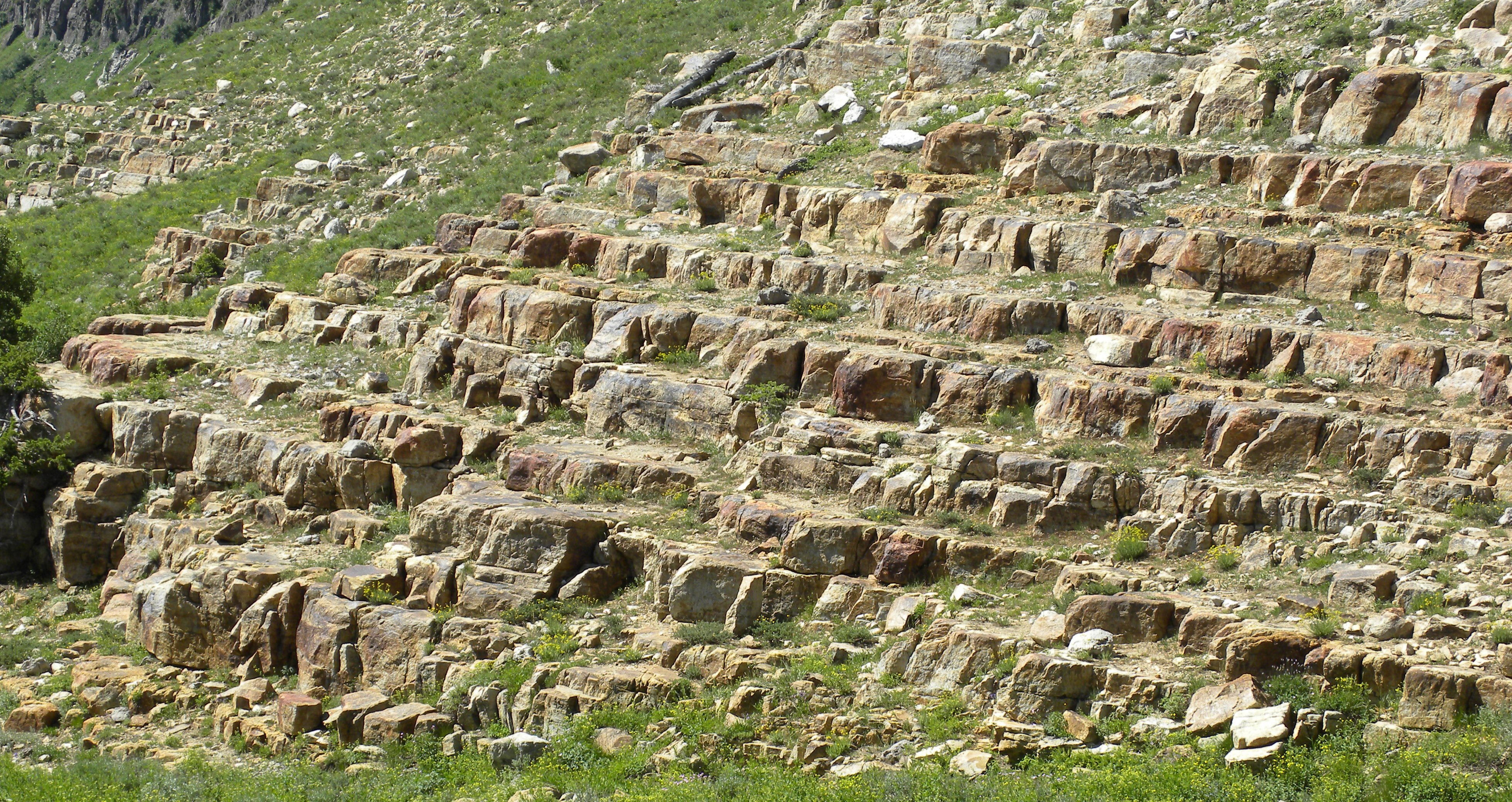
Кварцит

Кварцит использовался в строительстве зданий, дорог и других смежных отраслях. Наиболее эффектные и выразительные сорта кварцитов используются как поделочный камень, в качестве материала для изготовления недорогих камнерезных изделий; более крупной блочности кварцит также находит применение как облицовочный камень. Нередко камни используют для бань. Кварциты применяют для изготовления динаса и как флюс (в металлургии); кислотоупорный материал, строительный (в том числе декоративный) камень. Кварцит применяется в монументальном искусстве и при строительстве уникальных сооружений (например, кварцит широко применялся при сооружении храма Спаса на Крови в г. Санкт-Петербурге). Кроме того, на протяжении многих столетий кварцит использовался как ритуальный камень: из него сделан саркофаг Наполеона, Александра II, верхняя часть Мавзолея Ленина. Самые однородные кварциты (так называемые разновидности «арканзас», «белоречит», «байкалит» и другие) используются в качестве сырья для производства мелкозернистого точильного камня на стадиях доводки и шлифовки.
Кварцит в своих лучших образцах имеет ценные декоративные качества. По классификации А. Е. Ферсмана и М. Бауэра эта порода отнесена к полудрагоценным поделочным камням первого порядка. К тому же (первому) порядку поделочных камней относятся такие материалы, как нефрит, лазурит, глауконит, содалит, амазонит, лабрадор, орлец, малахит, авантюрин, везувиан, дымчатый кварц, горный хрусталь, агат (с его разновидностями), яшма, еврейский камень и розовый кварц.
Основные месторождения: Россия, США, Восточная Европа (Украина, пгт. Першотравневое), Африка.